# Giorgio di Gerusalemme
Giorgio o Georgio (VIII secolo – 807) è stato il patriarca di Gerusalemme tra il 797 e l'807.
Successe a Elia nella sede di Gerusalemme. Nell'800 fece accompagnare da due suoi monaci gli ambasciatori inviati da Carlomagno al califfo Harun. Morì nell'807.